# Nevil Maskelyne
Nevil Maskelyne (født 17. oktober 1732 i London, død 9. februar 1811 i Greenwich) var en engelsk astronom.
Maskelyne sendtes 1761 til Sankt Helena for at observere Venuspassagen og gjorde 1763 en rejse til Barbados for at prøve Harrisons kronometer (An account of the going of Mr. Harrison’s watch, 1768). I 1765 blev Maskelyne Astronomer Royal i Greenwich og stod i denne stilling til sin død. Maskelyne var en flittig og dygtig iagttager, der arbejdede i Bradleys spor (Astronomical observations made at the Royal observatory of Greenwich, 4 bind, 1776—1811, omfatter observationer fra 1765 til 1810). I 1767 grundede han Nautical Almanac og udgav årgangene 1767—1813. Maskelyne har gjort sig meget fortjent ved at udarbejde teorien for månedistancer og udgive tabeller til deres letteste beregning (British Mariners guide, 1763; Tables for clearing lunar distances, 1772) og indførte i "Nautical Almanac" (1767) de efemerider, som først 1907 blev udeladte som ikke længere tidsmæssige. I 1774 foretog Maskelyne sammen med Charles Hutton observationer i nærheden af fjeldet Schiehallion i Skotland til bestemmelse af jordens specifikke vægt (Philosophical Transactions 1775). Af hans øvrige arbejder kan nævnes: Tables for computing the apparent places of the fixed stars (1774), Tabulæ motuum solis et lunæ novæ et correctæ etc. (Tobias Mayers tabeller, forbedret, sammesteds 1770).